# Ruth Draper
Ruth Draper (New York City, 2 dicembre 1884 – New York, 30 dicembre 1956) è stata un'attrice, drammaturga, italianista e intellettuale antifascista statunitense.

## Biografia
Si specializzò nei monologhi della commedia dell'Arte ed in quelli del teatro drammatico. I suoi pezzi più noti comprendono The Italian Lesson, Three Women and Mr. Clifford, Doctors and Diets, e A Church in Italy.
La Draper, infatti, intratteneva parecchi rapporti in Italia, ed era una fiera oppositrice del fascismo. In quegli anni fu la compagna del giovane poeta e scrittore italiano Lauro De Bosis, scomparso in mare nel 1931 dopo aver effettuato un volo su Roma lanciando migliaia di volantini che incitavano la popolazione a opporsi al fascismo. 
Tenne alcuni lezioni di Civiltà Italiana alla Cattedra "Lauro de Bosis" ad Harvard.
La sua biografia è tra le quattro raccolte dalla scrittrice anglo-italiana Iris Origo, insieme a quelle di Lauro de Bosis, Ignazio Silone e Gaetano Salvemini, tutti accomunati da un profondo antifascismo, nella sua opera pubblicata nel 1984 con il titolo "A Need of Testify" (Bisogno di testimoniare). 
Leggende del teatro quali George Bernard Shaw, Thornton Wilder, John Gielgud, Katharine Hepburn, Maurice Chevalier, Laurence Olivier e Uta Hagen sono stati tra quelli abbagliati dal suo talento artistico, così come lo furono Henry James, Henry Adams e Edith Wharton.  
La Draper morì nel 1956, all'età di 72 anni, poche ore dopo aver tenuto uno spettacolo a Broadway. Venne cremata e l'urna con le ceneri, come da sua richiesta, fu dispersa nel mare dell'isola di  Islesboro, dove la famiglia Draper possedeva una casa.